# Кидалы (фильм, 1990)
«Кида́лы» (англ. The Grifters) — американский криминальный триллер в стиле неонуар 1990 года режиссёра Стивена Фрирза, продюсера Мартина Скорсезе, с Джоном Кьюсаком, Анжеликой Хьюстон и Аннет Бенинг в главных ролях. Сценарий был написан Дональдом Уэстлейком по одноименному роману Джима Томпсона 1963 года. Фильм получил премию «Независимый дух» за лучший фильм и был объявлен одним из 10 лучших фильмов 1990 года Национальным советом по надзору за кинематографом.

## Сюжет
Лилли Диллон — опытная мошенница. Она работает на Бобо Юстуса, букмекера мафии, зарабатывая махинациями на букмекерских ставках, искусственно снижая их. По пути в Ла-Хойю она останавливается в Лос-Анджелесе, чтобы навестить своего сына Роя, мелкого мошенника, которого она не видела восемь лет. Она обнаружила его истекающим кровью, после того, как одна из его жертв поймала его на мошенничестве и ударила битой в живот. Когда наконец приходит медицинская помощь, Лилли сталкивается с доктором, угрожая убить его, если её сын умрёт.
В больнице Лилли встречает девушку Роя, Майру Лэнгтри, которая немного старше её сына, и сразу же испытывает к ней неприязнь. Лилли убеждает своего сына прекратить жульничество, говоря, что он «недостаточно крутой». Поскольку она с опозданием прибыла в Ла-Хойю и пропустила гонку, в которой победитель платил 70:1, за этот проступок Бобо бьет её кулаком в живот и угрожает, что побьёт её апельсинами, завернутыми в полотенце, но в последнюю минуту он вместо этого обжигает ее руку сигарой.
Майра, как Рой и Лилли, тоже мошенница. Когда домовладелец требует оплатить просроченную арендную плату, она использует свою сексуальную привлекательность, чтобы заманить его в постель вместо того, чтобы платить ему деньги. Майра рассказывает Рою, что она тоже мошенница и ищет нового партнера для длительной аферы.
Вскоре подворачивается шанс провернуть большую аферу, способную обеспечить их на всю оставшуюся жизнь, и каждая соперница имеет виды на Роя и пытается перетянуть его на свою сторону.

## В ролях
- Джон Кьюсак в роли Роя Диллона
- Аннетт Бенинг в роли Майры Лэнгтри
- Анжелика Хьюстон в роли Лилли Диллон
- Пэт Хингл в роли Бобо Юстуса
- Генри Джонс в роли мистера Симмса
- Гейлард Сартейн в роли Джо
- Жан Монро
- Стивен Тоболовски в роли ювелира
- Пол Адельштейн в роли моряка — Молодой Пол

## Награды и номинации
| Премия                              | Категория                         | Номинант                                     | Результат |
| ----------------------------------- | --------------------------------- | -------------------------------------------- | --------- |
| «Оскар»                             | Лучший режиссёр                   | Стивен Фрирз                                 | Номинация |
| «Оскар»                             | Лучшая женская роль               | Анжелика Хьюстон                             | Номинация |
| «Оскар»                             | Лучшая женская роль второго плана | Аннетт Бенинг                                | Номинация |
| «Оскар»                             | Лучший адаптированный сценарий    | Дональд Уэстлейк                             | Номинация |
| «Золотой глобус»                    | Лучшая женская роль — драма       | Анжелика Хьюстон                             | Номинация |
| BAFTA                               | Лучшая женская роль второго плана | Аннетт Бенинг                                | Номинация |
| «Независимый дух»                   | Лучший фильм                      | Роберт Харрис, Джим Пэйнтер, Мартин Скорсезе | Победа    |
| «Независимый дух»                   | Лучшая женская роль               | Анжелика Хьюстон                             | Победа    |
| Национальный совет кинокритиков США | Топ 10 лучших фильмов года        |                                              | Победа    |
| Премия Гильдии сценаристов США      | Лучшая адаптированный сценарий    | Дональд Уэстлейк                             | Номинация |

## Создание
Проект был создан Мартином Скорсезе, который впоследствии пригласил Стивена Фрирза на роль режиссера, пока он продюсировал фильм. Фрирз только что закончил работать над «Опасными связями» и искал другой проект, когда Скорсезе предложил ему сотрудничество. Британского режиссера привлекло «жесткое и очень стилистическое» письмо Томпсона. Скорсезе искал сценариста, а режиссер Фолькер Шлёндорф порекомендовал Дональда Уэстлейка.
Джон Кьюсак прочитал роман Джима Томпсона в 1985 году и был настолько впечатлен им, что сам захотел превратить книгу в фильм. Когда Кьюсак узнал, что Скорсезе и Фрирз планируют адаптацию, он активно участвовал в проекте. Кьюсак сказал, что он видел в персонаже Роя Диллона «удивительно запутанную роль, в которую можно погрузиться». Чтобы полностью влиться в свою роль, он учился у настоящих мошенников и научился трюкам с картами и игральными костями.
На роль Лилли Фрирз изначально рассматривал Шер, но она стала слишком дорогой после успеха фильма «Власть луны». Сисси Спейсек также читала роль Лилли Диллон.
Фрирз впервые связался с Анжеликой Хьюстон по поводу роли Лилли в 1989 году, когда она снималась в фильмах «Преступления и проступки», но после прочтения сценария она не была уверена. Хотя она была «очарована» сюжетом и персонажем, сцена в сценарии, где Бобо Юстус так жестоко избивает Лилли мешком апельсинов, что она испражняется, напугала ее своей откровенностью. Несколько месяцев спустя Фрирз снова связался с Хьюстоном, чтобы узнать, заинтересована ли она по-прежнему. Хьюстон все ещё колебалась, поэтому её агент по поиску талантов Сью Менгерс прямо сказала ей: «Анжелика, если Стивен Фрирз скажет тебе, что хочет, чтобы ты насрала в углу, то это то, что ты должна сделать». На следующий день Хьюстон пробовалась на роль.

## Приём
Мировая премьера «Кидал» состоялась 14 сентября 1990 года на Кинофестивале в Торонто в театре Элгин. Фильм прошел краткий отборочный тур на премию «Оскар» в Нью-Йорке и Лос-Анджелесе, прежде чем предстать перед общественностью в январе.
Фильм получил положительные отзывы критиков. На Rotten Tomatoes у фильма 91 % положительных отзывов на основе 43 рецензий.

### Кассовые сборы
Фильм был успешным в своём ограниченном прокате.